# Первая леди (телесериал)
«Первая леди» (англ. The First Lady) — американский телесериал-антология созданный Аароном Кули. Премьера состоялась 17 апреля 2022 года на телеканале Showtime.
1 августа 2022 канал Showtime закрыл телесериал после первого сезона.

## Сюжет
Сериал переосмысляет роль в истории первых леди Америки. Первый сезон посвящён Элеоноре Рузвельт, Бетти Форд и Мишель Обаме.

## В ролях
- Виола Дэвис — Мишель Обама[3]
  - Джейми Лоусон — Мишель Обама (в молодости)
- О. Т. Фэгбенл — Барак Обама
  - Джулиан Де Ниро — Барак Обама (в молодости)
- Мишель Пфайффер — Бетти Форд[1]
  - Кристин Фросет — Форд (в молодости)
- Аарон Экхарт — Джеральд Форд
  - Джейк Пикинг — Джеральд Форд (в молодости)
- Дакота Фаннинг — Сьюзан Форд
- Джиллиан Андерсон — Элеонора Рузвельт
  - Элайза Сканлен — Элеонора Рузвельт (в молодости)
- Кифер Сазерленд — Франклин Д. Рузвельт
  - Чарли Пламмер — Франклин Д. Рузвельт (в молодости)
- Джуди Грир — Нэнси Хоу
- Дерек Сесил — Дональд Рамсфелд

## Производство
О начале разработки телесериала стало известно 5 февраля 2020 года. В число исполнительных продюсеров войдут Виола Дэвис, Джулиус Теннон и Аарон Кули, которые также выступят сценаристами телесериала. Дэвис сыграет Мишель Обаму. В январе 2021 года Мишель Пфайффер, Джейми Лоусон и Кристин Фросет присоединились к актёрскому составу сериала, а Сюзанна Бир займёт режиссёрское кресло. В том же месяце к актёрскому составу присоединились Памела Эдлон и Риз Уэйкфилд.
16 февраля 2021 года Аарон Экхарт присоединился к актёрскому составу в роли Джеральда Форда. В том же месяце Джуди Грир сменила Адлон из-за конфликта в расписании съёмок. 22 февраля 2021 года было объявлено, что Джиллиан Андерсон сыграет Элеонору Рузвельт. Дакота Фаннинг присоединилась к актёрскому составу в роли Сьюзан Форд 2 марта 2021 года. 9 марта 2021 года Лекси Андервуд присоединилась к актёрскому составу в роли Малии Обамы.
В июле 2021 года Кифер Сазерленд и Лили Рэйб присоединились к основному актёрскому составу в ролях Франклина Делано Рузвельта и Лорены Хикок соответственно, а Эллен Бёрстин, Элайза Сканлен, Кэйли Спэни, Клеа Дювалл и Чарли Пламмер присоединились к актёрскому составу в эпизодических ролях.

### Съёмки
Съёмки начались 25 февраля 2021 года в Ковингтоне, штат Джорджия.

## Релиз
Премьера состоялась 17 апреля 2022 года на телеканале Showtime.